# Mord pod Orłem
Mord pod Orłem (znany również jako mord w Lesie Miedwiediewskim i mord orłowski) – zbiorowa egzekucja więźniów politycznych przeprowadzona przez NKWD 11 września 1941 roku w Lesie Miedwiediewskim, na północ od Orła. Była to jedna z wielu tzw. masakr więziennych, dokonanych przez NKWD po rozpoczęciu niemieckiej inwazji na ZSRR.
W Lesie Miedwiediewskim rozstrzelano 157 osób, w tym prominentnych działaczy państwowych, partyjnych i świata nauki: osoby skazane w drugim (Walentin Arnold, Michaił Strojłow) oraz trzecim procesie moskiewskim (Christian Rakowski, Siergiej Biessonow, Dmitrij Pletniow), a także Mariję Spiridonową, Piotra Pietrowskiego, Olgę Kamieniewą, Warwarę Jakowlewą oraz niemieckiego matematyka Fritza Noethera. Mord został zainicjowany przez ludowego komisarza spraw wewnętrznych Ławrientija Berię i usankcjonowany przez Państwowy Komitet Obrony ZSRR pod kierownictwem Józefa Stalina. Wszystkich skazanych oskarżono o „prowadzenie defetystycznej agitacji i próby przygotowania ucieczki w celu wznowienia działalności wywrotowej”.
Wydarzenia w Lesie Miedwiediewskim nie były precedensem: masowe groby na terenie Orla i w jego okolicach zaczęły pojawiać się już w latach 30., podczas wielkiego terroru. Na północ i zachód od Cmentarza Troickiego w Orle znajdował się tzw. Diabelski Rów – wąwóz, w którym masowo rozstrzeliwano, a następnie grzebano więźniów politycznych.
Do końca lat 80. XX w. znaczna część rozstrzelanych pod Orłem została zrehabilitowana. W przypadku pozostałych 108 osób wyrok uchylono w 1990 roku.

## Decyzja o mordzie
Na mocy dekretu Prezydium Rady Najwyższej ZSRR z 22 czerwca 1941 roku obwód orłowski, wśród wielu zachodnich regionów ZSRR, został ogłoszony strefą działań wojennych. W związku z tym wszelkie sprawy o przestępstwa przeciwko obronności, porządkowi publicznemu i bezpieczeństwu państwa zostały przekazane sądom wojskowym, którym nadano prawo rozpoznania sprawy po upływie 24 godzin od momentu doręczenia aktu oskarżenia. „Kiedy Niemcy zbliżyli się do Orła, wszyscy recydywiści zostali wysłani do bardziej odległych obozów, a politycznych zatrzymano na miejscu” – wspomina siostrzenica Christiana Rakowskiego, L. Tiniewa.
5 września 1941 roku pod kierownictwem ludowego komisarza spraw wewnętrznych Ławrientija Berii i jego zastępcy Bogdana Kobułowa 1. wydział specjalny wraz z administracją więzienną NKWD sporządził listę 170 więźniów wcześniej skazanych za przestępstwa kontrrewolucyjne i odbywanie kary w więzieniu orłowskim. Lista, podpisana przez kierownika I wydziału specjalnego Leonida Basztakowa i szefa administracji więziennej Michaiła Nikolskiego, zawierała zestawienie informacji o każdym więźniu; w odniesieniu do 76 osób stwierdzono, że w więzieniu zajmowali się agitacją antysowiecką. Jak później donosił Basztakow, Kobułow był inicjatorem powstania listy, bezpośrednio zaangażowanym w proces jej tworzenia. To właśnie Kobułow robił różne oznaczenia w spisie, a także decydował o losie każdego więźnia.
Następnego dnia, 6 września, Beria wysłał list z dołączoną do niego listą skierowany do przewodniczącego Państwowego Komitetu Obrony ZSRR Józefa Stalina z wnioskiem o zastosowanie kary śmierci wobec osób wymienionych w liście. W treści listu ludowy komisarz spraw wewnętrznych nazwał wymienionych więźniów „najbardziej rozgoryczoną częścią” przetrzymywanych w więzieniu orłowskim i wskazał, że ci ludzie „prowadzą defetystyczną agitację i próbują przygotować ucieczkę w celu wznowienia działalności wywrotowej”. Beria zaproponował powierzenie rozpatrzenia nadesłanych materiałów Kolegium Wojskowemu Sądu Najwyższego ZSRR. Tego samego dnia Stalin, który poparł propozycję Berii, podpisał dekret nr GKO-634ss, zezwalający na wykonanie kary śmierci wobec 170 więźniów, „skazanych w różnym czasie za działalność terrorystyczną, szpiegowsko-sabotażową i inną działalność kontrrewolucyjną”.
Zgodnie z przewidywaniami 8 września 1941 roku Rada Najwyższa ZSRR, składająca się z Wasilija Ulricha (przewodniczącego Kolegium), Dmitrija Kandybina i Wasilija Bukanowa, bez wszczęcia sprawy karnej i prowadzenia jakiegokolwiek postępowania, wydała wyrok śmierci na 161 więźniów na podstawie art. 58-10 część 2 Kodeksu Karnego RFSRR. Pozostałe dziewięć osób z listy, jak się okazało, nie było już przetrzymywanych w więzieniu orłowskim – niektórzy zginęli, inni zostali zwolnieni po rozpatrzeniu ich spraw. W związku z tym nawet więzień o nazwisku Borys Worowicz, który został uniewinniony de iure 28 maja, ale z nieznanych powodów nadal był przetrzymywany w więzieniu orłowskim, został rozstrzelany. Powodem tego i innych błędów był pośpiech przy sporządzeniu listy i brak weryfikacji danych. Ta okoliczność została wskazana podczas przesłuchania przez byłego szefa wydziału więziennego NKWD Nikolskiego.
Według byłego szefa UNKWD w obwodzie orłowskim Kondratija Firsanowa, operacja została przeprowadzona ze szczególną tajnością i dokładnością. „Około 200 skazanych nadal przebywało w celach z osobami, które miały zostać rozstrzelane”, powiedział później Firsanow. „Zrobiono to w celu ukrycia nadchodzącej akcji”. Dzień po egzekucji w Lesie Miedwiediewskim ewakuowano wszystkich współwięźniów straconych osób.

## Ofiary
Wśród więźniów skazanych na śmierć w więzieniu orłowskim było kilka wybitnych osobistości politycznych, np. Christian Rakowski – były członek KC RKP (b) od 1918 roku i przewodniczący Rady Komisarzy Ludowych Ukraińskiej SRR, w 1938 roku w ramach III procesu moskiewskiego skazany na 20 lat więzienia jako „angielski i japoński szpieg”. Marija Spiridonowa, znana rewolucjonistka, jedna z przywódców lewicowych eserowców, która wycofała się z działalności politycznej na początku lat 20., również została aresztowana i do czasu egzekucji odsiadywała w Orle wyrok długoletniego więzienia pod zarzutem przygotowania zamachu na Klimienta Woroszyłowa. Los Spiridonowej podzielił jej mąż, także były eserowiec, Illja Majorow, który odbywał karę w tym samym więzieniu, ale jednocześnie nic nie wiedział o losie swojej żony: nie otrzymywał odpowiedzi na zapytania o Mariję wysłane do różnych władz. W jednej celi z Majorowem przebywali: były członek Komitetu Centralnego Partii Socjalistyczno-Rewolucyjnej Wadim Czajkin, eserka Aleksandra Izmajłowicz i Władimir Karpieko, profesor prawa rzymskiego na Uniwersytecie Kijowskim. Oprócz wymienionych więźniów w Lesie Miedwiediewskim rozstrzelano także m.in.: kierowcę Walentina Arnolda, którego w 1937 oskarżono o usiłowanie zabójstwa Wiaczesława Mołotowa, byłego inżyniera „Kuzbassugoła” Michaiła Strojłowa (wraz z Arnoldem oskarżonego o sabotaż), byłego doradcę misji dyplomatycznej ZSRR w Niemczech Siergieja Biessonowa, słynnego lekarza-terapeutę, profesora Dmitrija Pletniowa, skazanego pod zarzutem udziału w zabójstwie Maksyma Gorkiego, czy „czerwonego profesora” Aleksandra Ajchenwalda.
Ten sam los spotkał byłego ludowego komisarza finansów, lewicową komunistkę Warwarę Jakowlewą, Olgę Kamieniewą (siostrę Lwa Trockiego i żonę Lwa Kamieniewa), młodszego syna Hryhorija Petrowskiego, Piotra oraz brata Nikołaja Jeżowa, Siergieja.
Wielu skazanych posiadało obywatelstwo/poddaństwo obcego państwa lub obce pochodzenie. Wśród tych ostatnich znalazł się w szczególności niemiecki matematyk Fritz Noether, o którego uwolnienie sam Albert Einstein zwrócił się kiedyś do władz sowieckich. Znaczną część listy wymordowanych stanowiły nazwiska azjatyckie: jednym z nich był Chusrawbekow Aszurbek (pochodzący z Tadżyckiej SRR); wśród skazanych było szczególnie wielu Chińczyków.

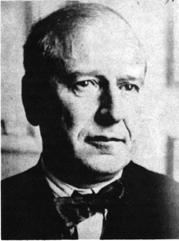
Christian Rakowski
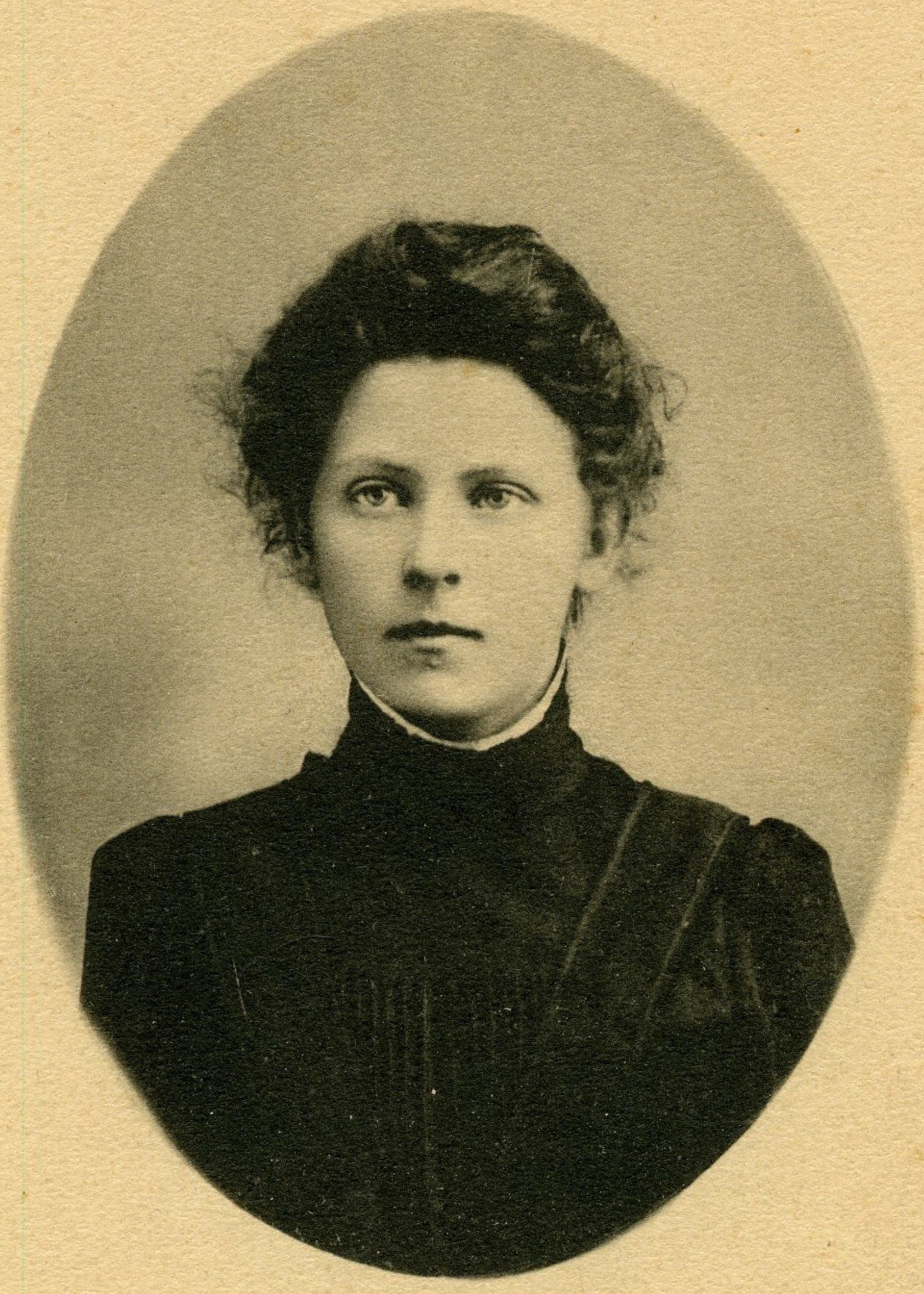
Marija Spiridonowa
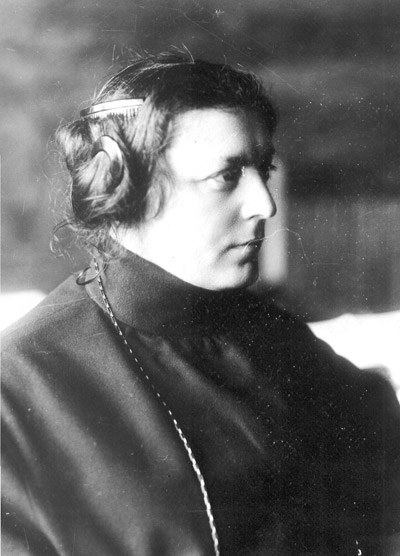
Olga Kamieniewa
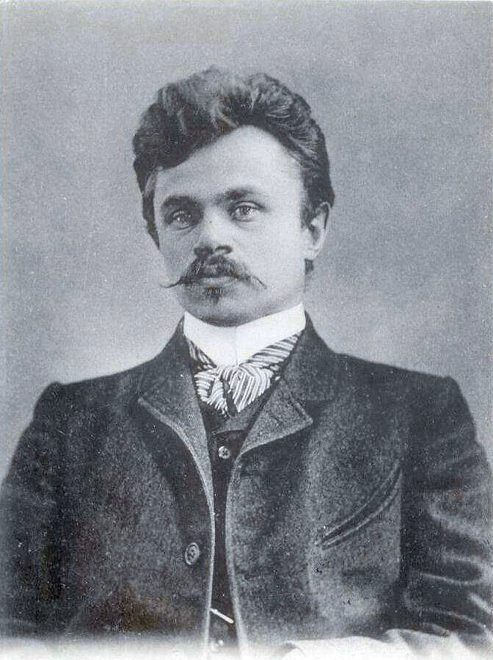
Dmitrij Pletniow
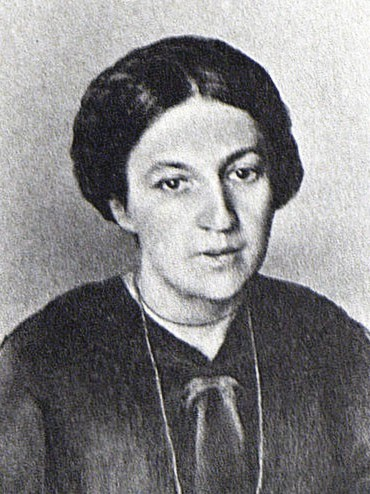
Warwara Jakowlewa
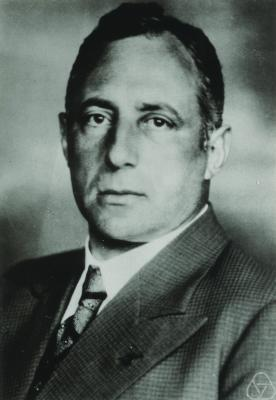
Fritz Noether

## Przebieg mordu
Wyrok śmierci na 157 skazanych wykonano 11 września 1941 roku w Lesie Miedwiediewskim. Według byłego szefa więzienia orłowskiego, S. Jakowlewa, w tym celu NKWD wysłało do miasta specjalną grupę zadaniową. Rozkaz o wykonaniu egzekucji dotarł do Orła w czasie, gdy więźniowie byli ewakuowani, a miasto poddawane częstym i ciężkim bombardowaniom ze strony nacierających Niemców. Według zeznań Firsanowa, on i prokurator realizowali zadanie przeciwdziałania zastępowaniu skazanych innymi osobami. W tym celu wspólnie z pracownikiem prokuratury przestudiowali akta osobowe więźniów, porównując przedstawione w nich dane z informacjami uzyskanymi podczas przesłuchania skazanych.
W dniu egzekucji, według zeznań więźnia, represjonowanego czekisty Surena Gazariana, na korytarzu powstał „niezwykły hałas”. W swoich wspomnieniach To nie powinno się powtórzyć przypomniał również, że kiedy zabrano Czajkina, Majorowa i Karpiekę, a potem przyszedł oficer dyżurny, żeby zabrać ich rzeczy, „czuł się przerażony”. Następnego dnia Gazarian próbował odszukać Biessonowa i Pietrowskiego na dziedzińcu więziennym, ale ich „tam też nie było”. Każdy skazany przed wyjazdem na miejsce egzekucji był eskortowany do specjalnego pomieszczenia, gdzie wyselekcjonowane osoby spośród personelu więziennego wkładały mu do ust płócienny knebel, wiązały go szmatą, aby wykluczyć możliwość wypchnięcia knebla, a następnie czytały treść wyroku. Następnie skazanych wyprowadzano na dziedziniec więzienny i wsadzano do specjalnie wyposażonego, zadaszonego samochodu z kuloodpornymi burtami. Wywożono ich do lasu, gdzie byli rozstrzeliwani. Żaden z pracowników więzienia, jak twierdził Jakowlew, nie brał udziału w egzekucji. Nie było też szefa regionalnego UNKWD Firsanowa – w skład tzw. komisji do wykonania wyroku weszli jego podwładni: K. Czernousow, N. Sliuniajew i G. Tieriebkow. Według Firsanowa, drzewa rosnące w lesie na miejscu pogrzebania zwłok skazanych wcześniej zostały wykopane wraz z korzeniami, a po pochówku straconych ponownie wsadzono je na miejsce. Do 3 października 1941 roku, dnia, w którym Orzeł został zdobyty przez Niemców, sztab NKWD w obwodzie orłowskim wielokrotnie udawał się na miejsce egzekucji w cywilnych ubraniach, udając grzybiarzy, aby sprawdzić stan miejsca pochówku. Według uzyskanych przez nich danych sytuacja na miejscu nie została zakłócona.
Czterech skazanych z listy – W. Korchonien, E. Łysowa-Muchotdinowa, E. Siemionow i G. Shneider – zostało przeniesionych do innych miejsc odosobnienia przed wykonaniem wyroku i rozstrzelanych tamże w dniach od 13 do 18 września 1941.

## Następstwa

### Rehabilitacja rozstrzelanych
18 stycznia 1989 roku Prokuratura Generalna ZSRR, kierując się cząstkową decyzją plenum Sądu Najwyższego ZSRR nr 40-88 z dnia 13 czerwca 1988 roku w sprawie Piatakowa, Radka i innych skazanych przez Sąd Najwyższy ZSRR w 1937 roku, wszczęła sprawę karną dotyczącą wydarzeń w Lesie Miedwiediewskim. Na podstawie wyników śledztwa plenum Sądu Najwyższego postanowiło przekazać materiały związane z decyzją Rady Najwyższej ZSRR z dnia 8 września 1941 roku o wymordowaniu więźniów z więzienia orłowskiego prokuratorowi generalnemu ZSRR Aleksandrowi Suchariewowi. Sprawa karna wszczęta przez prokuraturę ZSRR została z kolei przekazana do Głównej Prokuratury Wojskowej.
12 kwietnia 1990 roku prokurator wojskowy I wydziału Biura Głównej Wojskowej Prokuratury Rehabilitacyjnej ppłk Zybcew po zbadaniu sprawy karnej № 1-89 wydał dekret o umorzeniu postępowania przeciwko członkom Rady Najwyższej ZSRR Ulrichowi, Kandybinowi i Bukanowowi, uznając brak corpus delicti w ich działaniach. Dostrzegając bezprawność i bezzasadność wyroku Kolegium Wojskowego Sądu Najwyższego przeciwko 161 osadzonym w więzieniu orłowskim, Zybcew stwierdził jednak, że decyzja Kolegium nie była nielegalna, ponieważ została podjęta na podstawie dekretu Państwowego Komitetu Obrony ZSRR, najwyższego organu władzy państwowej w tamtym czasie. W odniesieniu do zbrodniczych działań inicjatorów egzekucji Berii i Kobulowa Zybcew zauważył, że obaj zostali już uznani za winnych i skazani na śmierć za popełnione zbrodnie w 1953 roku. Prokurator wojskowy uznał również osoby zaangażowane w wykonanie wyroku za niewinne popełnienia przestępstwa, ponieważ „nie mogły wiedzieć, że ten wyrok (...) był niezgodny z prawem”.
26 lipca 1990 roku plenum Sądu Najwyższego ZSRR z powodu braku dowodów winy uchyliło wyrok wobec 108 osób skazanych 8 września 1941 roku. Sprawy karne przeciwko pozostałym straconym zostały zakończone w poprzednich latach.
W śledztwie z 1990 roku nie udało się ustalić dokładnego miejsca egzekucji i pochówku straconych.

### Zainteresowanie tematem
Jeszcze przed rehabilitacją większości ofiar mordu pod Orłem, korzystając z owoców przemian politycznych okresu pieriestrojki, w maju 1988 roku młody moskiewski badacz Dmitrij Jurasow opowiadał o tym, co wydarzyło się w Lesie Miedwiediewskim. Na łamach „Rozmówcy” napisał, że „niewiele osób wie o straszliwych egzekucjach jesienią 1941 roku w więzieniu politycznym w Orle”. Od momentu pojawienia się pierwszych publikacji o rozstrzelaniach w Lesie Miedwiediewskim zainteresowanie opinii publicznej wydarzeniami z 11 września 1941 roku zaczęło stale rosnąć. Byli pracownicy KGB w obwodzie orłowskim, którzy zaczęli szukać materiałów na ten temat, regularnie informowali opinię publiczną o pojawieniu się nowych informacji. W okresie od 1989 do 1992 roku prasa aktywnie wykazywała zainteresowanie egzekucjami więźniów pod Orłem i badaniem ich okoliczności. Gazeta regionalna „Orłowskaja Prawda” poświęciła szereg publikacji wydarzeniom w Lesie Miedwiediewskim, m.in. „Czarny wrzesień 1941” (25 sierpnia 1990) i „Wieczna pamięć” (21 września 1991). Artykuły na ten temat ukazywały się także w gazetach ogólnopaństwowych, takich jak „Izwiestia” („Prosił Beria, podpisał Stalin”; 6 czerwca 1990), czy „Wiecziernaja Moskwa” („Właściciel domu egzekucyjnego”; 27 lipca 1990). Archiwalne materiały dokumentacyjne zostały opublikowane w wielu innych periodykach lokalnych i centralnych. 11 stycznia 1991 roku gazeta „Orłowskaja Prawda” w artykule „Tragedia w Lesie Miedwiediewskim” po raz pierwszy opublikowała pełną listę rozstrzelanych 11 września 1941 roku pod Orłem.
Z biegiem czasu w wielu publikacjach dotyczących wydarzeń w Lesie Miedwiediewskim ujawniono jednak szereg nieścisłości. Wiele publikacji, w tym w gazecie „Central’naja Rossija” (artykuł „Orłowska centralna katorżnicza: 11 września 1941 r.”), wskazuje, że wśród rozstrzelanych w pobliżu Orla był mąż poetki Mariny Cwietajewej Siergiej Efron, aktorka pochodzenia niemieckiego Karola Neer-Genschke, pisarz Nikołaj Klepinin z żoną, a także P. Tołstoj. Według autora publikacji wszystkie te osoby zostały rozstrzelane w Lesie Miedwiediewskim, mimo że nie figurują na liście. Wśród rozstrzelanych w Orle wymieniano też m.in. żony represjonowanych działaczy państwowych i dowódców wojskowych: Blumę Gamarnik, Galinę Jegorową, Jekatierinę Kork, Olgę Kamieniewą, Ninę Uboriewicz, E. Leżawę i O. Ugarową, natomiast w oficjalnych danych spośród wyżej wymienionych kobiet znalazły się tylko żony Kamieniewa i Ugarowa. W związku z wcześniejszymi prośbami o wyjaśnienie losów żon Gamarnika, Uboriewicza, a także męża Cwietajewej, doniesiono o tym w publikacjach „Orłowskoj Prawdy” z lat 1990–1991, takich jak wyżej wzmiankowana „Wieczna pamięć” (21 września 1991). Według autora tego ostatniego artykułu wszyscy zostali skazani na karę śmierci przez Kolegium Wojskowego Sądu Najwyższego jeszcze w lipcu 1941 roku i rozstrzelani w Moskwie. Co do losu małżeństwa Klepininów, żon Aleksandra Jegorowa i Augusta Korka, aktorki Karoli Neer-Genschke, a także żony i córki Andrieja Leżawy, zdaniem „Orłowskoj Prawdy” żadna z tych osób nie została rozstrzelana w Orle lub jego okolicach. Założenie, że Efron i żony byłych sowieckich przywódców zginęły w Lesie Miedwiediewskim, błędnie przyjął badający tę sprawę Dmitrij Jurasow. Warto zauważyć, że oprócz Efrona wymienił on także nazwisko słynnego pisarza Brunona Jasieńskiego, który, jak się później okazało, został rozstrzelany już w 1938 roku. Znany dramaturg Arkadij Waksberg wysunął przypuszczenie, że działacz partyjny Nikołaj Antipow, represjonowany w 1937 roku, zginął pod Orłem, a historyk Anton Antonow-Owsiejenko wymienił wśród ofiar także ekonomistę i statystyka Waleriana Obolenskiego oraz przyjaciela Stalina i brata jego pierwszej żony Aleksandra Swanidze. Wersje dotyczące wszystkich tych trzech osób nie znalazły potwierdzenia – jak się okazało, Antipow i Obolenski zostali rozstrzelani w Moskwie w 1938 roku, Swanidze zaś wprawdzie zginął w 1941 roku, ale nie w Lesie Miedwiediewskim.

## Pamięć
Po raz pierwszy mieszkańcy Orła upamiętnili mord w Lesie Miedwiediewskim w 1989 roku. Działacze orłowskiego „Memoriału” złożyli kwiaty pod murem więzienia, a w sali Miejskiego Komitetu Wykonawczego odbyło się spotkanie poświęcone pamięci ofiar represji. Uczestnicy tego spotkania podjęli uchwałę o zbiórce środków na pomnik ofiar represji i ogłoszenie 11 września lokalnym dniem pamięci represjonowanych.
11 września 1990 roku w Lesie Miedwiediewskim odsłonięto pomnik – granitową płytę z napisem „Pamięci ofiar represji z lat 30., 40. i początku 50.”, zainstalowaną na betonowym cokole. Z okazji otwarcia upamiętnienia odbyła się uroczystość, w której uczestniczyli m.in. mieszkańcy Orła, ocalali ze stalinowskich represji; u stóp pomnika złożono kwiaty.
W 2006 roku obok pomnika pojawił się nowy skit Rosyjskiej Cerkwi Prawosławnej, poświęcony wszystkim, którzy zostali zamordowani pod Orłem.